# Nina Coolman
Nina Coolman est une joueuse de volley-ball belge née le 25 janvier 1991 à Bruges. Elle mesure 1,82 m et joue au poste de réceptionneuse-attaquante. Son frère Pieter Coolman est également joueur de volley-ball.

## Clubs
| Club                   | De        | À         |
| ---------------------- | --------- | --------- |
| Hermes Volley Oostende |           | 2009-2010 |
| Asterix Kieldrecht     | 2010-2011 | 2012-2013 |
| Stade Français         | 2013-2014 | 2015-2016 |
| Hermes Volley Oostende | 2016-2017 | 2019-2020 |
| VC Oudegem             | 2020-2021 | …         |

## Palmarès

### Équipe nationale
- Ligue européenne
  - Finaliste : 2013.

### Clubs
- Championnat de Belgique
  - Vainqueur : 2011, 2012.
  - Finaliste : 2013, 2019.
- Coupe de Belgique
  - Vainqueur : 2011, 2019, 2020.
  - Finaliste : 2012, 2013.
- Supercoupe de Belgique
  - Vainqueur : 2010, 2012.
  - Finaliste : 2011, 2019.